# Musée des instruments de médecine des hôpitaux de Toulouse
Le Musée des instruments de médecine des hôpitaux de Toulouse présente des objets et instruments médicaux de la seconde moitié du XIXe siècle à nos jours, issus des hôpitaux toulousains ; ces objets  concernent la vie hospitalière, la chirurgie et différentes spécialités médicales.
Il est situé dans l'aile Viguerie de l'Hôtel-Dieu Saint-Jacques, avec le musée d'histoire de la médecine.